# Jan van Amerongen
Jan van Amerongen (Buurse, 3 maart 1938) is een Nederlandse componist. 

## Opleiding
Nadat hij het gymnasium had afgerond begon Amerongen een muziekstudie aan het Utrechts Conservatorium. Hij studeerde bij Stoffel van Viegen, Willem Mudde, Adriaan Schuurman en Cor Kee. Amerongen haalde onderwijsakte A Orgel en de praktijkdiploma's voor kerkelijk orgelspel en kerkelijk koorleider. Naast deze studie studeerde hij ook nog twee jaar bij de Stichting Gaudeamus voor elektronische muziek en deed hij een schriftelijke opleiding voor journalistiek.   

## Activiteiten
Van 1962 tot 1970 was Amerongen privé-docent orgel en koordirigent in onder andere de steden Almelo, Zoetermeer, Utrecht en Vianen. Ook was hij cantor aan de Lucaskerk in Utrecht. Daarnaast was hij zes jaar lang redacteur van het tijdschrift Koor en Kunstleven en schreef hij bijdragen voor het blad van de Utrechtse Universiteit, Areopagus, en het blad Samenklank. Hij werkte in het onderwijs als muziekdocent aan de Christelijke Lycea in Almelo en Enschede. Hij verzorgde, als opvolger van Adriaan Schuurman, de lessen hymnologie aan de theologische vooropleiding Nieuw Ruimzicht. Hij was directeur van de streekmuziekschool Maarssen-Vleuten in De Meern van 1973 tot 1984 en was tot 1986 dirigent bij het Maarssens Symphonie Orkest.        

## Composities
Amerongen heeft onder andere koormuziek, liederen en muziek voor verscheidene instrumenten geschreven.  